# Baciami Kate!
Baciami Kate! (Kiss Me Kate) è un film musicale stereoscopico del 1953 diretto da George Sidney, adattamento cinematografico della omonima commedia musicale presentata a Broadway nel 1948.

## Trama
Ispirato a La bisbetica domata narra la storia di una coppia ormai divorziata di attori musicali teatrali, Fred Graham e Lilli Vanessi, che stanno interpretando i ruoli di Petruccio e Caterina nella versione musicale dell'opera di William Shakespeare.

## Produzione

### Film 3-D
Il film è realizzato in formato stereoscopico usando i metodi più avanzati allora disponibili. Gli estimatori della tecnica 3-D polarizzata sono soliti citare questo film come uno dei migliori esempi di film stereoscopico hollywoodiano.

### Colonna sonora
Quasi tutti i testi di Porter dovettero essere "ripuliti" per evitare gli strali della censura. Brush up your Shakespeare, la canzone più suggestiva della colonna sonora, fu tagliata a metà per rimuovere i riferimenti sessuali. La canzone From this moment on è tratta dal musical di Cole Porter, Out of this world.

## Distribuzione
Il copyright del film, richiesto dalla Loew's Inc., fu registrato il 26 ottobre 1953 con il numero LP3860
A New York, il film venne proiettato in prima il 5 novembre 1953.